# Nortelândia
Nortelândia – miasto i gmina w Brazylii, w stanie Mato Grosso.